# Brian David Josephson
Brian David Josephson, FRS (* 4. ledna 1940, Cardiff, Wales) je velšský fyzik. V roce 1973 získal Nobelovu cenu za fyziku především za předpověď po něm pojmenovaného Josephsonova jevu.
Od konce roku 2007 je emeritním profesorem Cambridge University.

## Vzdělání a kariéra
Chodil na Cardiff High School a poté na Cambridge University, kde v roce 1960 získal titul BA (Bachelor of Arts) a v roce 1964 titul doktor fyziky. V sedmdesátých letech se naučil transcendentální meditaci.
V roce 1962 začal pracovat na Trinity College a poté odjel do Spojených států, aby tam na University of Illinois působil jako profesor a asistent výzkumu. V roce 1967 se vrátil na Cambridge University nejdříve na pozici pomocníka ředitele výzkumu v Cavendishově laboratoři a poté tam od roku 1974 do odchodu do důchodu v roce 2007 působil jako profesor fyziky.
V roce 1973 získal spolu s japonským fyzikem Leem Esakim a americkým fyzikem Ivarem Giaeverem Nobelovu cenu za fyziku.

## Výzkum

### Josephsonův jev
Nejznámější je díky zkoumání supravodivosti, Nobelovu cenu získal konkrétně „za teoretické předpovědi vlastností proudu vedeného skrz tunelovanou bariéru, zejména jevu známého jako Josephsonův jev“. Výsledky jeho objevů se používají např. při měření magnetických polí a výrobě počítačů.

### Parapsychologie
Je jedním z nejznámějších vědců, kteří tvrdí, že parapsychologie může být reálná. Zastává názor, že „jestliže vědecká komunita odmítne nějakou myšlenku, není to nutně důkaz toho, že tato myšlenka je absurdní; spíše by měl člověk pozorně zkoumat původ těchto názorů a usoudit, jak dobře si stojí proti důkladnému pozorování“. Prohlásil: „Je mnoho důkazů ve prospěch telepatie, ale články o tomto tématu jsou neprávem zavrhovány.“

### Studená fúze
Podporuje zkoumání údajné studené fúze objevené Martinem Fleischmannem a Stanleym Ponsem v roce 1989. I když se mnoha výzkumníkům v následujících letech nepodařilo úspěšně zopakovat pokusy Fleischmanna a Ponse, Josephson tvrdí, že zná nějaké výzkumníky, kteří získali kladné výsledky, ale předpojatí redaktoři periodik je odmítli publikovat.

## Vybrané publikace
- (anglicky) Josephson, B.D., 1964: "Coupled Superconductors", Review of Modern Physics, 36 [1P1].
- (anglicky) Josephson, B.D., 1965: "Supercurrents through Barriers", Advances in Physics, 14 [56].
- (anglicky) Josephson, B.D., 1992: "Telepathy Works", New Scientist, 135 [1833], 50-50.
- (anglicky) Josephson, B.D., 1992: "Defining Consciousness", Nature, 358 [6388], 618-618.
- (anglicky) Josephson, B.D., 1993: "All in the Memes", New Statesman & Society, 6 [276], 28-29.
- (anglicky) Josephson, B.D., 1994: "Awkward Eclipse", New Scientist, 144 [1956], 51-51.
- (anglicky) Josephson, B.D., 1995: "Light Barrier", New Scientist, 146 [1975], 55-55.
- (anglicky) Josephson, B.D., 1997: "Skeptics Cornered", Physics World, 10 [9], 20-20.
- (anglicky) Josephson, B.D., 1999: "What is truth?", Physics World, 12 [2], 15-15.
- (anglicky) Josephson, B.D., 2000: "Positive bias to paranormal claims", Physics World, 13 [10], 20-20.
- (anglicky) Josephson, B.D., 2006: "Take nobody's word for it", New Scientist, 192 [2581], 56-57.